# 勃艮第王朝
勃艮第王朝是卡佩王朝的一個支系，先祖是勃艮第的罗贝尔一世，而他是法蘭西國王罗贝尔二世的小儿子。
勃艮第王朝从1032年至1361年統治勃艮第公國。王朝直系在1361勃艮第的菲利普一世的死亡而滅絕。他的公國由约翰二世继承，因爲他的母亲是勃艮第王朝的成员，所以公国由瓦盧瓦王朝，當時統治法国的王朝繼承。
勃艮第王朝的主要成员包括：
- 罗贝尔一世，勃艮第公爵
- 勃艮第的亨利，葡萄牙伯爵
- 于格三世，勃艮第公爵
- 厄德四世，勃艮第公爵
- 勃艮第的瑪格麗特，路易十世的第一任妻子和王后。
- 勃艮第的瓊，腓力六世的第一任妻子和王后。
- 腓力一世，勃艮第公爵

## 葡萄牙勃艮第王朝
葡萄牙勃艮第王朝是勃艮第王朝的一個分支，在1093由勃艮第的亨利成立。在1383年，因爲葡萄牙国王斐迪南一世死亡，葡萄牙勃艮第王朝灭绝。

## 参見
- 勃艮第公爵
- 卡佩王朝
- 瓦盧瓦王朝
- 瓦盧瓦-勃艮第王朝
- 葡萄牙勃艮第王朝